# مادام‌العمر (فیلم)
مادام‌العمر (فرانسوی: Ad Vitam‎) یک فیلم اکشن فرانسوی است که در سال ۲۰۲۵ منتشر شد. از بازیگران آن می‌توان به گیوم کنه، استفانی کایلارد، سیرییل کلیر و زیتا هانروت اشاره کرد. تصویربرداری این فیلم در پاریس و ورسای صورت پذیرفت.

## خلاصه داستان
یک ژاندارم سابق که پس از وقوع یک حادثه ناگوار از کار خود اخراج شده‌است با ربوده شدن همسر باردارش درگیر توطئه‌ای خطرناک می‌شود.